# Peter Mazur
Peter Mazur (ur. 2 grudnia 1982 w Dundas, Ontario, Kanada) – polski kolarz szosowy. Specjalista w jeździe indywidualnej na czas, mistrz świata juniorów (2000) i mistrz Polski (2005, 2006) w tej konkurencji.

## Kariera sportowa
Urodził się w rodzinie polskich emigrantów w Kanadzie. Jego pierwszym sukcesem było mistrzostwo świata juniorów w jeździe indywidualnej na czas w 2000. W 2005 i 2006 zdobył mistrzostwo Polski seniorów w tej konkurencji, a w 2005 był także brązowym medalistą mistrzostw Polski w wyścigu szosowym ze startu wspólnego. W 2006 wystąpił w Giro d'Italia, jednak go nie ukończył. Startował także w Tour de Pologne (najlepsze miejsce - 18 w 2004)
Czterokrotnie reprezentował Polskę w mistrzostwach świata seniorów (2002 w kategorii U-23 - 15 m. w jeździe indywidualnej na czas, 30 m. w wyścigu szosowym ze startu wspólnego, 2003 w kategorii U-23 - 15 m. w jeździe indywidualnej na czas, 51 m. w wyścigu szosowym ze startu wspólnego, 2004 w kategorii U-23 - 7 m. w jeździe indywidualnej na czas, 55 m. w wyścigu szosowym ze startu wspólnego, 2005 w kategorii U-23 w jeździe indywidualnej na czas - 33 m., w kategorii seniorów w jeździe indywidualnej na czas - również 33 m.
Niemal cały sezon 2007 stracił z powodu problemów ze zdrowiem. Pod koniec 2007 podpisał kontrakt z CCC Polsat Polkowice, ale w pierwszym wyścigu sezonu 2008 - Memoriale Romana Ręgorowicza - upadł i doznał złamania lewego przedramienia. Po tym wypadku zrezygnował z dalszego ścigania, kończąc karierę profesjonalną. Od 2009 startuje jednak w amatorskich wyścigach w Kanadzie.